# Giovanni D'Andrea (1829-1920)
Giovanni D'Andrea (Chieti, 1829 – Chieti, 4 gennaio 1920) è stato un patriota e politico italiano.

## Biografia
Laureato in Chimica, fu un volontario garibaldino che partecipò alle battaglie per l'indipendenza nazionale. Per il suo eroismo ricevette due medaglie d'argento al Valor Militare. Si distinse anche in campo civile ricevendo una medaglia d'argento per l'organizzazione dei soccorsi e dei sistemi di disinfezione durante il colera di Napoli del 1884, ove gestì una farmacia  e fu vice sindaco per il partito liberale italiano dal 1886 al 1891.
A tarda età lasciò Napoli per tornare a Chieti dove visse con il fratello Beniamino.